# جیمینی گلیک در لالاوود
جیمینی گلیک در لالاوود (انگلیسی: Jiminy Glick in Lalawood) فیلمی به کارگردانی وادیم جین است که در سال ۲۰۰۴ منتشر شد.

## بازیگران
- الیزابت پرکینز
- فارست ویتاکر
- جیک جیلنهال
- جن هوکس
- جان مایکل هیگینس
- کوین کلاین
- کیفر ساترلند
- کرت راسل
- لیندا کاردلیانی
- مارتین شورت
- پت اوبرایان
- راب لو
- شارون استون
- استیو مارتین
- سوزان ساراندون
- ووپی گلدبرگ